# Taterillus gracilis
Taterillus gracilis és una espècie de mamífer rosegador de la família dels múrids. Viu a Benín, Burkina Faso, el Txad, Costa d'Ivori, Gàmbia, Ghana, Mali, el Níger, Nigèria, el Senegal i Togo. Ocupa diversos tipus d'hàbitat de substrat sòlid a les sabanes del Sahel i el Sudan. És una espècie en risc mínim, és a dir, no sembla que hi hagi cap amenaça significativa per a la seva supervivència.